# パ (バレエ)
パ（仏：Pas）は、「ステップ」や「歩み」などを意味する単語である。ここから派生して、バレエにおいてはバレエのステップやバレエにおける動きの総称、もしくは踊りの種類という意味でも使われる。この単語に続けて記される言葉及びフレーズによって、前者の意味（バレエ技法におけるステップや動き）、または後者の意味（踊りの種類を表す言葉）のより多様な意味合いを表現する。
前者の例としては、パ・ド・ブーレ（pas de bourrée、足を床から離さず素早く細かなステップで移動する一連の動き）、パ・ド・バスク（pas de basque、バスク地方のステップという意味で伸ばした片脚を前から横に動かし、伸ばした脚の前にもう一方の脚を引き寄せて体の向いた方向を変える動き）、パ・ド・シャ（pas de chat、猫のステップを意味し、片方の足で踏みきって前後左右いずれかに跳躍しもう片方の足で着地する）などがある。
後者の例では、パ・ダクシオン（Pas d'action、情景や筋の運びを表す一連の踊りでアントレ（入場の踊り）、アダージョ、ヴァリアシオン、コーダなどの要素を含み、ソリストやコール・ド・バレエの踊りもある）、パ・ド・ドゥ（Pas De Deux、2人のための踊り）などがある。